# Onyutha Judit
Onyutha Judit (Csenger, 1974. április 11. –) televíziós személyiség.

## Élete
1976-ban szüleivel elhagyta Magyarországot. Hosszabb időt töltöttek édesapja szülőhazájában, Ugandában, majd Németországban. Kamaszkorában jöttek vissza az országba.
A debreceni Kossuth Lajos Tudományegyetemen végzett német tanári szakon. 1998-tól a Malévnál volt légiutas-kísérő. A TV2 egy filmet készített a stewardessképzésről, és akkor figyeltek fel rá. Az Országos Meteorológiai Szolgálat szakembereinek felkészítése után került időjósként a TV2-höz. 2015. őszétől az ATV munkatársa volt, innen 2017-ben elbocsátották.
A csepeli Arany János Általános Iskolában dolgozik.

## Magánélete
Dobos László pilótával voltak házasok 2013-ig. Azóta elvált. Két gyermekük van.